# Biathlon-Weltcup 1988/89
In der Saison 1988/89 wurde der Biathlon-Weltcup zum 12. Mal ausgetragen. Die Wettkampfserie im Biathlon bestand aus jeweils sechs Einzel- und Sprintrennen sowie jeweils drei Staffel- und Mannschaftsrennen für Männer und Frauen und wurde an sechs Veranstaltungsorten ausgetragen. Neben den sechs Weltcupveranstaltungen in Albertville, Borowez, Ruhpolding, Hämeenlinna, Östersund und Steinkjer fanden die Biathlon-Weltmeisterschaften 1989 im österreichischen Feistritz an der Drau statt, die Ergebnisse gingen jedoch nicht in die Weltcup-Wertung ein.
Den Gesamtweltcup bei den Männern gewann Eirik Kvalfoss vor Alexander Popow und Sergei Tschepikow, bei den Frauen Jelena Golowina vor Natalja Prikastschikowa und Swetlana Dawydowa. In dieser Weltcupsaison wurden die Rennlänge bei den Frauen auf die heutigen Längen  erhöht, im Sprint von 5 km auf 7,5 km und beim Einzel von 10 km, mit drei Schießeinlagen auf 15 km, mit vier Schießeinlagen. Die Länge der Frauenstaffel wurde von 3 × 5 km auf 3 × 7,5 km erhöht.

## Männer

### Resultate
| 1. Weltcup in Albertville, 15. bis 18. Dezember 1988 | 1. Weltcup in Albertville, 15. bis 18. Dezember 1988 | 1. Weltcup in Albertville, 15. bis 18. Dezember 1988                                     | 1. Weltcup in Albertville, 15. bis 18. Dezember 1988           | 1. Weltcup in Albertville, 15. bis 18. Dezember 1988                    |
| ---------------------------------------------------- | ---------------------------------------------------- | ---------------------------------------------------------------------------------------- | -------------------------------------------------------------- | ----------------------------------------------------------------------- |
| Datum                                                | Disziplin                                            | Erster Platz                                                                             | Zweiter Platz                                                  | Dritter Platz                                                           |
| 15. Dezember 1988 (Do.)                              | Einzel (20 km)                                       | Birk Anders                                                                              | Alexander Popow                                                | Frank-Peter Roetsch                                                     |
| 17. Dezember 1988 (Sa.)                              | Sprint (10 km)                                       | Frank Luck                                                                               | Eirik Kvalfoss                                                 | Birk Anders                                                             |
| 18. Dezember 1988 (So.)                              | Mannschaft (20 km)                                   | Deutsche Demokratische RepublikBirk Anders André Sehmisch Frank-Peter Roetsch Frank Luck | TschechoslowakeiTomáš Kos Martin Rypl Jaroslav Pinc Jan Matouš | FrankreichChristian Dumont Thierry Gerbier Francis Mougel Hervé Flandin |

| 2. Weltcup in Borowez, 19. bis 22. Januar 1989 | 2. Weltcup in Borowez, 19. bis 22. Januar 1989 | 2. Weltcup in Borowez, 19. bis 22. Januar 1989                              | 2. Weltcup in Borowez, 19. bis 22. Januar 1989                                           | 2. Weltcup in Borowez, 19. bis 22. Januar 1989                |
| ---------------------------------------------- | ---------------------------------------------- | --------------------------------------------------------------------------- | ---------------------------------------------------------------------------------------- | ------------------------------------------------------------- |
| Datum                                          | Disziplin                                      | Erster Platz                                                                | Zweiter Platz                                                                            | Dritter Platz                                                 |
| 19. Januar 1989 (Do.)                          | Einzel (20 km)                                 | Jan Matouš                                                                  | Thierry Gerbier                                                                          | Eirik Kvalfoss                                                |
| 21. Januar 1989 (Sa.)                          | Sprint (10 km)                                 | Birk Anders                                                                 | Ernst Reiter                                                                             | Frank-Peter Roetsch                                           |
| 22. Januar 1989 (So.)                          | Staffel (4 × 7,5 km)                           | BR DeutschlandErnst Reiter Alois Reiter Herbert Fritzenwenger Fritz Fischer | Deutsche Demokratische RepublikFrank Luck André Sehmisch Birk Anders Frank-Peter Roetsch | TschechoslowakeiTomáš Kos Martin Rypl Jan Matouš Jiří Holubec |

| 3. Weltcup in Ruhpolding, 26. bis 29. Januar 1989 | 3. Weltcup in Ruhpolding, 26. bis 29. Januar 1989 | 3. Weltcup in Ruhpolding, 26. bis 29. Januar 1989                                        | 3. Weltcup in Ruhpolding, 26. bis 29. Januar 1989                              | 3. Weltcup in Ruhpolding, 26. bis 29. Januar 1989                         |
| ------------------------------------------------- | ------------------------------------------------- | ---------------------------------------------------------------------------------------- | ------------------------------------------------------------------------------ | ------------------------------------------------------------------------- |
| Datum                                             | Disziplin                                         | Erster Platz                                                                             | Zweiter Platz                                                                  | Dritter Platz                                                             |
| 26. Januar 1989 (Do.)                             | Einzel (20 km)                                    | Sergei Bulygin                                                                           | Alexander Popow                                                                | Frank-Peter Roetsch                                                       |
| 28. Januar 1989 (Sa.)                             | Sprint (10 km)                                    | Frank-Peter Roetsch                                                                      | Eirik Kvalfoss                                                                 | Alexander Popow                                                           |
| 29. Januar 1989 (So.)                             | Staffel (4 × 7,5 km)                              | Deutsche Demokratische RepublikFrank Luck André Sehmisch Frank-Peter Roetsch Birk Anders | SowjetunionDmitri Wassiljew Sergei Tschepikow Alexander Popow Waleri Medwedzew | BR DeutschlandErnst Reiter Franz Wudy Herbert Fritzenwenger Fritz Fischer |

| 4. Weltcup in Hämeenlinna, 2. bis 5. März 1989 | 4. Weltcup in Hämeenlinna, 2. bis 5. März 1989 | 4. Weltcup in Hämeenlinna, 2. bis 5. März 1989                                      | 4. Weltcup in Hämeenlinna, 2. bis 5. März 1989                         | 4. Weltcup in Hämeenlinna, 2. bis 5. März 1989                         |
| ---------------------------------------------- | ---------------------------------------------- | ----------------------------------------------------------------------------------- | ---------------------------------------------------------------------- | ---------------------------------------------------------------------- |
| Datum                                          | Disziplin                                      | Erster Platz                                                                        | Zweiter Platz                                                          | Dritter Platz                                                          |
| 2. März 1989 (Do.)                             | Einzel (20 km)                                 | Alexander Popow                                                                     | Eirik Kvalfoss                                                         | Sergei Tschepikow                                                      |
| 4. März 1989 (Sa.)                             | Sprint (10 km)                                 | Eirik Kvalfoss                                                                      | Juri Kaschkarow                                                        | Waleri Medwedzew                                                       |
| 5. März 1989 (So.)                             | Mannschaft (20 km)                             | SowjetunionJuri Kaschkarow Waleri Medwedzew Sergei Tschepikow Anatoli Schdanowitsch | SchwedenKarl-Gunnar Grenemark Roger Westling Lars Wiklund Peter Sjödén | FrankreichFrancis Mougel Lionel Laurent Thierry Dusserre Hervé Flandin |

| 5. Weltcup in Östersund, 9. bis 12. März 1989 | 5. Weltcup in Östersund, 9. bis 12. März 1989 | 5. Weltcup in Östersund, 9. bis 12. März 1989 | 5. Weltcup in Östersund, 9. bis 12. März 1989 | 5. Weltcup in Östersund, 9. bis 12. März 1989 |
| --------------------------------------------- | --------------------------------------------- | --------------------------------------------- | --------------------------------------------- | --------------------------------------------- |
| Datum                                         | Disziplin                                     | Erster Platz                                  | Zweiter Platz                                 | Dritter Platz                                 |
| 9. März 1989 (Do.)                            | Einzel (20 km)                                | Sergei Tschepikow                             | Waleri Medwedzew                              | Alexander Popow                               |
| 11. März 1989 (Sa.)                           | Sprint (10 km)                                | Johann Passler                                | Lars Wiklund                                  | André Sehmisch                                |
| 12. März 1989 (So.) ?                         | Staffel (4 × 7,5 km)                          | Sowjetunion                                   | Norwegen                                      | Deutsche Demokratische Republik               |

| 6. Weltcup in Steinkjer, 16. bis 19. März 1989 | 6. Weltcup in Steinkjer, 16. bis 19. März 1989 | 6. Weltcup in Steinkjer, 16. bis 19. März 1989              | 6. Weltcup in Steinkjer, 16. bis 19. März 1989                       | 6. Weltcup in Steinkjer, 16. bis 19. März 1989                                |
| ---------------------------------------------- | ---------------------------------------------- | ----------------------------------------------------------- | -------------------------------------------------------------------- | ----------------------------------------------------------------------------- |
| Datum                                          | Disziplin                                      | Erster Platz                                                | Zweiter Platz                                                        | Dritter Platz                                                                 |
| 16. März 1989 (Do.)                            | Einzel (20 km)                                 | Fritz Fischer                                               | Alexander Popow                                                      | Ernst Reiter                                                                  |
| 18. März 1989 (Sa.)                            | Sprint (10 km)                                 | Fritz Fischer                                               | Sergei Tschepikow                                                    | Thierry Gerbier                                                               |
| 19. März 1989 (So.)                            | Mannschaft (20 km)                             | NorwegenFrode Løberg Geir Einang Eirik Kvalfoss Gisle Fenne | ItalienWerner Kiem Andreas Zingerle Johann Passler Gottlieb Taschler | SowjetunionJuri Kaschkarow Waleri Medwedzew Alexander Popow Sergei Tschepikow |

### Weltcupstände
| Endstand nach 12 Rennen (Top 10) |                     |        |       |
| \| Rang \| Name \| Punkte \| Siege \| \| ---- \| ------------------- \| ------ \| ----- \| \| 01 \| Eirik Kvalfoss \| 195 \| 1 \| \| 02 \| Alexander Popow \| 184 \| 1 \| \| 03 \| Sergei Tschepikow \| 164 \| 1 \| \| 04 \| Birk Anders \| 157 \| 2 \| \| 05 \| Waleri Medwedzew \| 149 \| 0 \| \| 06 \| Fritz Fischer \| 144 \| 2 \| \| 07 \| Frank-Peter Roetsch \| 137 \| 1 \| \| 08 \| Andreas Zingerle \| 130 \| 0 \| \| 09 \| Frode Løberg \| 130 \| 0 \| \| 10 \| Alfred Eder \| 122 \| 0 \| |                     |        |       |
| Rang | Name                | Punkte | Siege |
| 01 | Eirik Kvalfoss      | 195    | 1     |
| 02 | Alexander Popow     | 184    | 1     |
| 03 | Sergei Tschepikow   | 164    | 1     |
| 04 | Birk Anders         | 157    | 2     |
| 05 | Waleri Medwedzew    | 149    | 0     |
| 06 | Fritz Fischer       | 144    | 2     |
| 07 | Frank-Peter Roetsch | 137    | 1     |
| 08 | Andreas Zingerle    | 130    | 0     |
| 09 | Frode Løberg        | 130    | 0     |
| 10 | Alfred Eder         | 122    | 0     |

| Rang | Name                | Punkte | Siege |
| ---- | ------------------- | ------ | ----- |
| 01   | Alexander Popow     | 108    | 1     |
| 02   | Sergei Tschepikow   | 96     | 1     |
| 03   | Eirik Kvalfoss      | 92     | 0     |
| 04   | Fritz Fischer       | 80     | 1     |
| 05   | Birk Anders         | 78     | 1     |
| 06   | Waleri Medwedzew    | 69     | 0     |
| 07   | Andreas Zingerle    | 67     | 0     |
| 08   | Frank-Peter Roetsch | 64     | 0     |
| 09   | Alfred Eder         | 64     | 0     |
| 10   | Frode Løberg        | 63     | 0     |

| Rang | Name                | Punkte | Siege |
| ---- | ------------------- | ------ | ----- |
| 01   | Eirik Kvalfoss      | 103    | 1     |
| 02   | Waleri Medwedzew    | 80     | 0     |
| 03   | Birk Anders         | 79     | 1     |
| 04   | Alexander Popow     | 76     | 0     |
| 05   | André Sehmisch      | 75     | 0     |
| 06   | Frank-Peter Roetsch | 73     | 1     |
| 07   | Juri Kaschkarow     | 70     | 0     |
| 08   | Sergei Tschepikow   | 68     | 0     |
| 09   | Frode Løberg        | 67     | 0     |
| 10   | Fritz Fischer       | 64     | 1     |

| Rang | Land                            | Punkte | Siege |
| ---- | ------------------------------- | ------ | ----- |
| 01   | Deutsche Demokratische Republik | 5655   | 5     |
| 02   | Sowjetunion                     | 5543   | 4     |
| 03   | BR Deutschland                  | 5328   | 3     |
| 04   | Italien                         | 5254   | 1     |
| 05   | Österreich                      | 5063   | 0     |
| 06   | Frankreich                      | 4941   | 0     |
| 07   |                                 |        |       |
| 08   |                                 |        |       |
| 09   |                                 |        |       |
| 10   |                                 |        |       |

### Tabelle
| Rang | Name                  | Punkte |
| ---- | --------------------- | ------ |
| 01   | Eirik Kvalfoss        | 195    |
| 02   | Alexander Popow       | 184    |
| 03   | Sergei Tschepikow     | 164    |
| 04   | Birk Anders           | 157    |
| 05   | Waleri Medwedzew      | 149    |
| 06   | Fritz Fischer         | 144    |
| 07   | Frank-Peter Roetsch   | 137    |
| 08   | Andreas Zingerle      | 130    |
| 09   | Frode Løberg          | 130    |
| 10   | Alfred Eder           | 122    |
| 11   | Frank Luck            | 121    |
| 12   | Gisle Fenne           | 120    |
| 13   | Ernst Reiter          | 113    |
| 14   | Juri Kaschkarow       | 109    |
| 15   | Johann Passler        | 108    |
| 16   | André Sehmisch        | 106    |
| 17   | Thierry Gerbier       | 84     |
| 18   | Andreas Heymann       | 80     |
| 19   | Geir Einang           | 80     |
| 20   | Franz Schuler         | 78     |
| 21   | Anatoli Schdanowitsch | 76     |
| 22   | Jan Matouš            | 75     |
| 23   | Harri Eloranta        | 63     |
| 24   | Alois Reiter          | 56     |
| 25   | Raik Dittrich         | 55     |
| 26   | Peter Sjödén          | 54     |
| 27   | Stefan Höck           | 54     |
| 28   | Pieralberto Carrara   | 50     |
| 29   | Steffen Hoos          | 45     |
| 30   | Egon Leitner          | 43     |

| Rang | Name               | Punkte |
| ---- | ------------------ | ------ |
| 31   | Lars Wiklund       | 42     |
| 32   | Tobias Lindner     | 42     |
| 33   | Wilfried Pallhuber | 41     |
| 34   | Xavier Blond       | 38     |
| 35   | Francis Mougel     | 36     |
| 36   | Franz Wudy         | 35     |
| 37   | Gottlieb Taschler  | 34     |
| 38   | Tomáš Kos          | 34     |
| 39   | Lionel Laurent     | 33     |
| 40   | Mikael Löfgren     | 31     |
| 41   | Sergei Bulygin     | 30     |
| 42   | Hervé Flandin      | 30     |
| 43   | Dmitri Wassiljew   | 29     |
| 44   | Georg Fischer      | 25     |
| 45   | Werner Kiem        | 25     |
| 46   | Tapio Piipponen    | 24     |
| 47   | Martin Rypl        | 24     |
| 48   | Spas Slatew        | 17     |
| 49   | Thierry Dusserre   | 15     |
| 50   | Toivo Mäkikyrö     | 13     |
| 51   | Aleksander Grajf   | 13     |
| 52   | Jiří Holubec       | 13     |
| 53   | Bruno Hofstätter   | 13     |
| 54   | Sergei Saprykin    | 12     |
| 55   | Roger Westling     | 11     |
| 56   | Anders Mannelqvist | 11     |
| 57   | Walter Hörl        | 11     |
| 58   | Günther Fersterer  | 9      |
| 59   | Simon Demetz       | 9      |
| 60   | Hubert Leitgeb     | 8      |

| Rang | Name                    | Punkte |
| ---- | ----------------------- | ------ |
| 61   | Sergei Puschkarew       | 8      |
| 62   | Jon Åge Tyldum          | 8      |
| 63   | Wladimir Dratschow      | 7      |
| 64   | Jure Velepec            | 7      |
| 65   | Stéphane Bouthiaux      | 7      |
| 66   | Leif Andersson          | 7      |
| 67   | Andrei Schdanowitsch    | 6      |
| 68   | Michael Dixon           | 6      |
| 69   | Karl-Gunnar Grenemark   | 6      |
| 70   | Ivar Ulekleiv           | 5      |
| 71   | Herbert Fritzenwenger   | 4      |
| 72   | Wiktor Maigurow         | 3      |
| 73   | Anton Lengauer-Stockner | 3      |
| 74   | Krassimir Widenow       | 1      |
| 75   | Nikolai Charitonow      | 1      |

## Frauen

### Resultate
| 1. Weltcup in Albertville, 15. bis 18. Dezember 1988 | 1. Weltcup in Albertville, 15. bis 18. Dezember 1988 | 1. Weltcup in Albertville, 15. bis 18. Dezember 1988                              | 1. Weltcup in Albertville, 15. bis 18. Dezember 1988                        | 1. Weltcup in Albertville, 15. bis 18. Dezember 1988 |
| ---------------------------------------------------- | ---------------------------------------------------- | --------------------------------------------------------------------------------- | --------------------------------------------------------------------------- | ---------------------------------------------------- |
| Datum                                                | Disziplin                                            | Erster Platz                                                                      | Zweiter Platz                                                               | Dritter Platz                                        |
| 15. Dezember 1988 (Do.)                              | Einzel (15 km)                                       | Marija Manolowa                                                                   | Anne Elvebakk                                                               | Petra Schaaf                                         |
| 17. Dezember 1988 (Sa.)                              | Sprint (7,5 km)                                      | Nadeschda Alexiewa                                                                | Natalja Prikastschikowa                                                     | Zwetana Krastewa                                     |
| 18. Dezember 1988 (So.)                              | Mannschaft (15 km)                                   | SowjetunionNatalja Prikastschikowa Jelena Golowina Jelena Bazewitsch Anna Kusmina | BulgarienIwa Schkodrewa Zwetana Krastewa Marija Manolowa Nadeschda Alexiewa |                                                      |

| 2. Weltcup in Borowez, 19. bis 22. Januar 1989 | 2. Weltcup in Borowez, 19. bis 22. Januar 1989 | 2. Weltcup in Borowez, 19. bis 22. Januar 1989         | 2. Weltcup in Borowez, 19. bis 22. Januar 1989          | 2. Weltcup in Borowez, 19. bis 22. Januar 1989                             |
| ---------------------------------------------- | ---------------------------------------------- | ------------------------------------------------------ | ------------------------------------------------------- | -------------------------------------------------------------------------- |
| Datum                                          | Disziplin                                      | Erster Platz                                           | Zweiter Platz                                           | Dritter Platz                                                              |
| 19. Januar 1989 (Do.)                          | Einzel (15 km)                                 | Natalja Iwanowa                                        | Jelena Golowina                                         | Luisa Tscherepanowa                                                        |
| 21. Januar 1989 (Sa.)                          | Sprint (7,5 km)                                | Jelena Golowina                                        | Zwetana Krastewa                                        | Elin Kristiansen                                                           |
| 22. Januar 1989 (So.)                          | Staffel (3 × 7,5 km)                           | BR DeutschlandMartina Stede Dorina Pieper Petra Schaaf | NorwegenSynnøve Thoresen Elin Kristiansen Anne Elvebakk | SowjetunionNatalja Prikastschikowa Tatjana Scharamtschewskaja Anna Kusmina |

| 3. Weltcup in Ruhpolding, 26. bis 29. Januar 1989 | 3. Weltcup in Ruhpolding, 26. bis 29. Januar 1989 | 3. Weltcup in Ruhpolding, 26. bis 29. Januar 1989 | 3. Weltcup in Ruhpolding, 26. bis 29. Januar 1989 | 3. Weltcup in Ruhpolding, 26. bis 29. Januar 1989 |
| ------------------------------------------------- | ------------------------------------------------- | ------------------------------------------------- | ------------------------------------------------- | ------------------------------------------------- |
| Datum                                             | Disziplin                                         | Erster Platz                                      | Zweiter Platz                                     | Dritter Platz                                     |
| 26. Januar 1989 (Do.)                             | Einzel (15 km)                                    | Martina Stede                                     | Natalja Prikastschikowa                           | Jelena Golowina                                   |
| 28. Januar 1989 (Sa.)                             | Sprint (7,5 km)                                   | Swetlana Dawydowa                                 | Jelena Golowina                                   | Marija Manolowa                                   |
| 29. Januar 1989 (So.) ?                           | Staffel (3 × 7,5 km)                              | Sowjetunion                                       | Finnland                                          | Bulgarien                                         |

| 4. Weltcup in Hämeenlinna, 2. bis 5. März 1989 | 4. Weltcup in Hämeenlinna, 2. bis 5. März 1989 | 4. Weltcup in Hämeenlinna, 2. bis 5. März 1989                      | 4. Weltcup in Hämeenlinna, 2. bis 5. März 1989                        | 4. Weltcup in Hämeenlinna, 2. bis 5. März 1989 |
| ---------------------------------------------- | ---------------------------------------------- | ------------------------------------------------------------------- | --------------------------------------------------------------------- | ---------------------------------------------- |
| Datum                                          | Disziplin                                      | Erster Platz                                                        | Zweiter Platz                                                         | Dritter Platz                                  |
| 2. März 1989 (Do.)                             | Einzel (15 km)                                 | Jelena Golowina                                                     | Swetlana Dawydowa                                                     | Natalja Prikastschikowa                        |
| 4. März 1989 (Sa.)                             | Sprint (7,5 km)                                | Jelena Golowina                                                     | Natalja Prikastschikowa                                               | Seija Hyytiäinen                               |
| 5. März 1989 (So.)                             | Mannschaft (15 km)                             | FinnlandTuija Vuoksiala Pirjo Mattila Päivi Kallio Seija Hyytiäinen | NorwegenSynnøve Thoresen Mona Bollerud Elin Kristiansen Anne Elvebakk |                                                |

| 5. Weltcup in Östersund, 9. bis 12. März 1989 | 5. Weltcup in Östersund, 9. bis 12. März 1989 | 5. Weltcup in Östersund, 9. bis 12. März 1989 | 5. Weltcup in Östersund, 9. bis 12. März 1989 | 5. Weltcup in Östersund, 9. bis 12. März 1989 |
| --------------------------------------------- | --------------------------------------------- | --------------------------------------------- | --------------------------------------------- | --------------------------------------------- |
| Datum                                         | Disziplin                                     | Erster Platz                                  | Zweiter Platz                                 | Dritter Platz                                 |
| 9. März 1989 (Do.)                            | Einzel (15 km)                                | Iwa Schkodrewa                                | Zwetana Krastewa                              | Swetlana Dawydowa                             |
| 11. März 1989 (Sa.)                           | Sprint (7,5 km)                               | Natalja Prikastschikowa                       | Anne Elvebakk                                 | Zwetana Krastewa                              |
| 12. März 1989 (So.) ?                         | Staffel (3 × 7,5 km)                          | Sowjetunion                                   | Bulgarien                                     | Norwegen                                      |

| 6. Weltcup in Steinkjer, 16. bis 19. März 1989 | 6. Weltcup in Steinkjer, 16. bis 19. März 1989 | 6. Weltcup in Steinkjer, 16. bis 19. März 1989                              | 6. Weltcup in Steinkjer, 16. bis 19. März 1989                        | 6. Weltcup in Steinkjer, 16. bis 19. März 1989 |
| ---------------------------------------------- | ---------------------------------------------- | --------------------------------------------------------------------------- | --------------------------------------------------------------------- | ---------------------------------------------- |
| Datum                                          | Disziplin                                      | Erster Platz                                                                | Zweiter Platz                                                         | Dritter Platz                                  |
| 16. März 1989 (Do.)                            | Einzel (15 km)                                 | Martina Stede                                                               | Mona Bollerud                                                         | Elin Kristiansen                               |
| 18. März 1989 (Sa.)                            | Sprint (7,5 km)                                | Anne Elvebakk                                                               | Swetlana Dawydowa                                                     | Synnøve Thoresen                               |
| 19. März 1989 (So.)                            | Mannschaft (15 km)                             | BulgarienNadeschda Alexiewa Zwetana Krastewa Marija Manolowa Iwa Schkodrewa | NorwegenSynnøve Thoresen Elin Kristiansen Anne Elvebakk Mona Bollerud |                                                |

### Weltcupstände
| Endstand nach 12 Rennen (Top 10) |                         |        |       |
| \| Rang \| Name \| Punkte \| Siege \| \| ---- \| ----------------------- \| ------ \| ----- \| \| 01 \| Jelena Golowina \| 210 \| 3 \| \| 02 \| Natalja Prikastschikowa \| 187 \| 1 \| \| 03 \| Swetlana Dawydowa \| 185 \| 1 \| \| 04 \| Zwetana Krastewa \| 176 \| 0 \| \| 05 \| Anne Elvebakk \| 165 \| 1 \| \| 06 \| Mona Bollerud \| 159 \| 0 \| \| 07 \| Elin Kristiansen \| 156 \| 0 \| \| 08 \| Nadeschda Alexiewa \| 154 \| 1 \| \| 09 \| Marija Manolowa \| 150 \| 1 \| \| 10 \| Martina Stede \| 149 \| 2 \| |                         |        |       |
| Rang | Name                    | Punkte | Siege |
| 01 | Jelena Golowina         | 210    | 3     |
| 02 | Natalja Prikastschikowa | 187    | 1     |
| 03 | Swetlana Dawydowa       | 185    | 1     |
| 04 | Zwetana Krastewa        | 176    | 0     |
| 05 | Anne Elvebakk           | 165    | 1     |
| 06 | Mona Bollerud           | 159    | 0     |
| 07 | Elin Kristiansen        | 156    | 0     |
| 08 | Nadeschda Alexiewa      | 154    | 1     |
| 09 | Marija Manolowa         | 150    | 1     |
| 10 | Martina Stede           | 149    | 2     |

| Rang | Name                    | Punkte | Siege |
| ---- | ----------------------- | ------ | ----- |
| 01   | Jelena Golowina         | 102    | 1     |
| 02   | Swetlana Dawydowa       | 92     | 0     |
| 03   | Mona Bollerud           | 88     | 0     |
| 04   | Elin Kristiansen        | 86     | 0     |
| 05   | Marija Manolowa         | 84     | 1     |
| 06   | Martina Stede           | 83     | 2     |
| 07   | Natalja Prikastschikowa | 83     | 0     |
| 08   | Zwetana Krastewa        | 83     | 0     |
| 09   | Nadeschda Alexiewa      | 77     | 0     |
| 10   | Anne Elvebakk           | 73     | 0     |

| Rang | Name                    | Punkte | Siege |
| ---- | ----------------------- | ------ | ----- |
| 01   | Jelena Golowina         | 108    | 2     |
| 02   | Natalja Prikastschikowa | 104    | 1     |
| 03   | Swetlana Dawydowa       | 93     | 1     |
| 04   | Zwetana Krastewa        | 93     | 0     |
| 05   | Anne Elvebakk           | 92     | 1     |
| 06   | Nadeschda Alexiewa      | 77     | 1     |
| 07   | Synnøve Thoresen        | 76     | 0     |
| 08   | Mona Bollerud           | 71     | 0     |
| 09   | Elin Kristiansen        | 70     | 0     |
| 10   | Iwa Schkodrewa          | 67     | 0     |

| Rang | Land        | Punkte | Siege |
| ---- | ----------- | ------ | ----- |
| 01   | Norwegen    |        | 1     |
| 02   | Bulgarien   |        | 3     |
| 03   | Sowjetunion |        | 8     |
| 04   |             |        |       |
| 05   |             |        |       |
| 06   |             |        |       |
| 07   |             |        |       |
| 08   |             |        |       |
| 09   |             |        |       |
| 10   |             |        |       |

### Tabelle

#### Ergebnisse Athletinnen
| Pos. | Biathlet                   | Albertville | Albertville | Borowez | Borowez | Ruhpolding | Ruhpolding | Hämeenlinna | Hämeenlinna | Östersund | Östersund | Steinkjer | Steinkjer | Punkte |
| Pos. | Biathlet                   | Ez          | Sp          | Ez      | Sp      | Ez         | Sp         | Ez          | Sp          | Ez        | Sp        | Ez        | Sp        | Punkte |
| ---- | -------------------------- | ----------- | ----------- | ------- | ------- | ---------- | ---------- | ----------- | ----------- | --------- | --------- | --------- | --------- | ------ |
| 01   | Jelena Golowina            | 004         | 004         | 002     | 001     | 003        | 002        | 001         | 001         | 010       | 004       | 007       | 016       | 210    |
| 02   | Natalja Prikastschikowa    | 012         | 002         | 007     | 012     | 002        | 005        | 003         | 002         | 013       | 001       | 015       | 004       | 187    |
| 03   | Swetlana Dawydowa          | –           | –           | 012     | 013     | 006        | 001        | 002         | 006         | 003       | 009       | 004       | 002       | 185    |
| 04   | Zwetana Krastewa           | 006         | 003         | 014     | 002     | 016        | 023        | 006         | 007         | 002       | 003       | 009       | 015       | 176    |
| 05   | Anne Elvebakk              | 002         | 008         | 011     | 011     | –          | –          | 009         | 008         | 011       | 002       | 011       | 001       | 165    |
| 06   | Mona Bollerud              | 007         | 010         | 015     | 024     | –          | –          | 005         | 004         | 004       | 008       | 002       | 011       | 159    |
| 07   | Elin Kristiansen           | 018         | 014         | 005     | 003     | –          | –          | 004         | 011         | 007       | 007       | 003       | –         | 156    |
| 08   | Nadeschda Alexiewa         | 005         | 001         | 004     | 018     | 017        | 011        | –           | –           | 008       | 012       | 010       | 008       | 154    |
| 09   | Marija Manolowa            | 001         | 006         | 006     | 014     | 013        | 003        | 017         | 016         | –         | –         | 005       | –         | 150    |
| 10   | Martina Stede              | 013         | 009         | 016     | 007     | 001        | 025        | –           | –           | –         | 017       | 001       | 006       | 149    |
| 11   | Synnøve Thoresen           | –           | –           | 017     | 006     | –          | –          | 007         | 009         | 009       | 011       | 006       | 003       | 141    |
| 12   | Iwa Schkodrewa             | 017         | 012         | 024     | 023     | –          | 015        | –           | –           | 001       | 005       | 012       | 005       | 122    |
| 13   | Petra Schaaf               | 003         | 007         | 008     | 005     | 007        | 008        | –           | –           | –         | –         | –         | –         | 119    |
| 14   | Dorina Pieper              | 019         | 011         | 020     | 009     | 010        | 021        | –           | –           | 012       | 006       | 014       | 013       | 109    |
| 15   | Tuija Vuoksiala            | 015         | 005         | –       | –       | 008        | 010        | 010         | 005         | –         | –         | –         | –         | 103    |
| 16   | Inga Kesper                | 020         | 019         | 023     | 016     | 021        | 022        | 008         | 010         | 014       | 013       | 017       | 009       | 89     |
| 17   | Pirjo Mattila              | 008         | 013         | –       | –       | 005        | 014        | 018         | 012         | –         | –         | –         | –         | 86     |
| 18   | Irena Galabowa             | 009         | 018         | 010     | 017     | 018        | 038        | –           | –           | 015       | 010       | –         | –         | 85     |
| 19   | Synnøve Berntsen           | –           | –           | –       | –       | 004        | 007        | –           | –           | –         | –         | 008       | 010       | 75     |
| 20   | Natalja Iwanowa            | –           | –           | 001     | 004     | –          | 004        | –           | –           | –         | –         | –         | –         | 74     |
| 21   | Anna Kusmina               | 010         | 024         | 009     | 008     | –          | 012        | –           | –           | –         | –         | –         | –         | 67     |
| 22   | Mia Stadig                 | –           | –           | –       | –       | 011        | 016        | –           | –           | 005       | 014       | –         | 018       | 66     |
| 23   | Inger Björkbom             | –           | –           | –       | –       | 015        | 026        | –           | –           | 006       | 016       | 018       | 012       | 63     |
| 24   | Hildegunn Fossen           | –           | –           | –       | –       | 014        | 009        | –           | –           | –         | –         | 021       | 007       | 53     |
| 25   | Luisa Tscherepanowa        | –           | –           | 003     | 015     | 009        | 027        | –           | –           | –         | –         | –         | –         | 52     |
| 26   | Seija Hyytiäinen           | –           | –           | –       | –       | –          | 020        | 011         | 003         | –         | –         | –         | –         | 45     |
| 27   | Taina Murtomäki            | 022         | 016         | –       | –       | 034        | 035        | 013         | 014         | –         | –         | –         | –         | 39     |
| 28   | Sabiene Karlsson           | –           | –           | –       | –       | 038        | 028        | –           | –           | 016       | 020       | 016       | 014       | 38     |
| 29   | Sari Kokko                 | –           | –           | –       | –       | 024        | 019        | 011         | 017         | –         | –         | –         | –         | 33     |
| 30   | Kerryn Pethybridge         | –           | –           | 019     | –       | 019        | 013        | –           | –           | –         | –         | –         | –         | 27     |
| 31   | Jelena Bazewitsch          | –           | –           | –       | –       | –          | –          | –           | –           | –         | –         | –         | –         | 26     |
| 32   | Véronique Claudel          | –           | –           | –       | –       | –          | –          | –           | –           | –         | –         | –         | –         | 26     |
| 33   | Katri Tuomala              | –           | –           | –       | –       | –          | –          | –           | –           | –         | –         | –         | –         | 26     |
| 34   | Siri Grundnes              | –           | –           | –       | –       | –          | –          | –           | –           | –         | –         | –         | –         | 25     |
| 35   | Eva Burešová               | –           | –           | –       | –       | –          | –          | –           | –           | –         | –         | –         | –         | 24     |
| 36   | Paivi Kallio               | –           | –           | –       | –       | –          | –          | –           | –           | –         | –         | –         | –         | 24     |
| 37   | Annelie Engström           | –           | –           | –       | –       | –          | –          | –           | –           | –         | –         | –         | –         | 21     |
| 38   | Signe Trosten              | –           | –           | –       | –       | –          | –          | –           | –           | –         | –         | –         | –         | 20     |
| 39   | Tatjana Scharamtschewskaja | –           | –           | –       | –       | –          | –          | –           | –           | –         | –         | –         | –         | 20     |
| 40   | Anu Harjuntausta           | –           | –           | –       | –       | –          | –          | –           | –           | –         | –         | –         | –         | 18     |
| 41   | Marie-Pierre Baby          | –           | –           | –       | –       | –          | –          | –           | –           | –         | –         | –         | –         | 16     |
| 42   | Nathalie Beausire          | –           | –           | –       | –       | –          | –          | –           | –           | –         | –         | –         | –         | 14     |
| 43   | Unni Kristiansen           | –           | –           | –       | –       | –          | –          | –           | –           | –         | –         | –         | –         | 13     |
| 44   | Caroline Hiden             | –           | –           | –       | –       | –          | –          | –           | –           | –         | –         | –         | –         | 11     |
| 45   | Yvonne Visser              | –           | –           | –       | –       | –          | –          | –           | –           | –         | –         | –         | –         | 9      |
| 46   | Jane Isakson               | –           | –           | –       | –       | –          | –          | –           | –           | –         | –         | –         | –         | 9      |
| 47   | Jiřina Adamičková          | –           | –           | –       | –       | –          | –          | –           | –           | –         | –         | –         | –         | 8      |
| 48   | Daniela Hörburger          | –           | –           | –       | –       | –          | –          | –           | –           | –         | –         | –         | –         | 8      |
| 49   | Tina Persson               | –           | –           | –       | –       | –          | –          | –           | –           | –         | –         | –         | –         | 7      |
| 50   | Petra Nosková              | –           | –           | –       | –       | –          | –          | –           | –           | –         | –         | –         | –         | 6      |
| 51   | Muriel Marion              | –           | –           | –       | –       | –          | –          | –           | –           | –         | –         | –         | –         | 6      |
| 52   | Hana Sakaffova             | –           | –           | –       | –       | –          | –          | –           | –           | –         | –         | –         | –         | 6      |
| 53   | Renata Novotná             | –           | –           | –       | –       | –          | –          | –           | –           | –         | –         | –         | –         | 6      |
| 54   | Emmanuelle Durafour        | –           | –           | –       | –       | –          | –          | –           | –           | –         | –         | –         | –         | 4      |
| 55   | Pia Venalainen             | –           | –           | –       | –       | –          | –          | –           | –           | –         | –         | –         | –         | 3      |